# Božidar Kantušer
Božidar Kantušer, slovenski skladatelj, * 5. december 1921, Pavlovski Vrh, † 9. maj 1999, Pariz.
Kantušer je avtor komornih in simfoničnih skladb ter baletov. Od leta 1950 je živel v Franciji. Bil je direktor mednarodnega informativnega centra za sodobno glasbo B.I.M.C.. Bil je poročen z ameriško slikarko Grace Renzi. Pokopan je na pokopališču Père Lachaise v Parizu.

## Življenje
Božidar Kantušer se je rodil na kmetiji na Pavlovskem Vrhu v Prlekiji, kot prvi od petih otrok Blaža Kantušerja in njegove žene Katarine, rojene Hočevar. Oče je izhajal iz kmečke družine iz okolice Celja, mati pa iz kovaške družine iz Kamnika. Po prvi svetovni vojni sta bila oba zaposlena v Ljutomeru in od leta 1919 do 1929 živela na Pavlovskem Vrhu. Podeželsko okolje, kulturna dediščina in narava njegove rodne Prlekije, kjer je živel prvih sedem let, so na skladatelju pustili svoj pečat. Plesi v maskah (kurenti) in ognjena kolesa kresov, ki jim je bil takrat priča, so mu odprli svet fantastike, ki ga je pozneje navdihnil kot skladatelja. Tako je nastalo več del – med drugim balet Kresna noč, ki vključuje še en spomin iz otroštva, svojstvene ritme, ki so značilni za nekatera kmetijska opravila.
Kantušer je obiskoval prvi razred v Ljutomeru (1928–29), nakar se je družina preselila v očetov rojstni kraj Celje, kjer je oče dobil delo v katastru. Oče je želel glasbeno izobraziti vse svoje otroke, tako da je od leta 1932 do 1940 Kantušer bil vpisan na Glasbeno matico Celje, kjer ga je violino (in violo) poučeval Ivan Karlo Sancin. Sancin je tudi delil svojo goslarsko znanje in po njegovi zaslugi je skladateljev mlajši brat Joža kasneje postal goslar. Kantušerjeva posebna afiniteta do godal se je tako rodila iz izkušenj v Celjskem orkestru in iz prakse komorne igre. V najstniških letih je nastajala v njem želja da bi se glasbeno izrazil, to pa je preraslo v potrebo, da bi študiral kompozicijo. V drugi polovici tridesetih letih je bil vpisan na Celjsko gimnazijo in se pridružil laičnemu gibanju skavtov. Kantušerjevi otroci so pogosto preživljali poletne mesece v Kamniku, rojstnem kraju skladateljeve matere. 
Leta 1941 je moral Kantušer pobegniti pred nacisti. Zapustil je družino v Celju in se napotil v Ljubljano, da bi končal srednjo šolo. V Ljubljani je srečal profesorja kompozicije Srečka Koporca, ki ga je začel poučevati. Ker je bil agitator, so ga leta 1942 aretirali fašisti in je bil deportiran v koncentracijska taborišča v Italiji. Po vrnitvi z internacije leta 1943 je skoraj podlegel paratifusu, vendar pa je v Ljubljani spet srečal Koporca. Leta 1944 se je pridružil partizanom in se po osvoboditvi znova naselil v Ljubljani, da je lahko nadaljeval študij kompozicije pri Koporcu. Svoje prvo delo, fugo z dvema temama, je napisal leta 1946 in ji leta 1948 dodal še preludij. V Kantušerjevem katalogu je Preludij in Fuga za klavir edino delo iz te dobe, kajti dveh partitur za orkester ni mogoče najti. Leta 1947 je prejel vizum za študij v Pragi, vendar pa se je odločil, da bo ostal v Ljubljani in nadaljeval študij kompozicije pri Koporcu, ki ga je leta 1948 tudi zaključil in s tem odprto nasprotoval akademizmu Lucijana Marije Škerjanca. Od leta 1945 do 1950 je živel študentsko življenje. Imel je stike zlasti s slikarjem Karlom Zelenkom, s katerim sta si delila različna prebivališča, prebival pa je tudi pri Koporcu. Leta 1950 je šel z vizumom v Pariz.
Na začetku 50tih letih je živel na Montparnassu in se preživljal s priložnostnimi deli. Gibal se je v umetniških krogih in se zlasti spoprijateljil s slikarji Pranasom Gailiusom, Raphaelom Kherumianom, Venom Pilonom in Emilom Wachterjem. Leta 1952 in 1953 se je Kantušer na Pariškem konservatoriju izpopolnjeval pri Olivieru Messiaenu in tudi obiskal pouk Tonya Aubina in Jeana Riviera. Poleg tega je obiskoval predavanja estetike Étienna Souriauja na Sorbonni in se tudi udeležil konference Internationale Ferienkurse für Neue Musik v Darmstadtu. Leta 1953 je skupaj s Lucom Ferrarijem, Pierrom Migauxjem in Yvesjem Ramettejem ustanovil Groupe 84. Še istega leta je podpisal svoj prvi godalni kvartet in srečal ameriško slikarko Grace Renzi, ki je postala njegova žena. Par se je nastanil v četrti République. Leta 1954 je Kantušer podpisal svojo prvo simfonijo (Komorna simfonija). Leta 1955 se jima je rodil sin Borut, istega leta pa je bil krstno izveden prvi godalni kvartet. Ker ni mogel obnoviti jugoslovanskega potnega lista, je Kantušer prejel status izseljenca. Leta 1957 se je z družino preselil v Bordeaux, kjer je Grace Renzi dobila delo predavateljice v šoli ameriške vojske, nakar so se leta 1959 preselili v Fontainebleau. Tega leta je pa Kantušer podpisal svoj drugi godalni kvartet. 
V Fontainebleauju, kjer so živeli na obrobju gozda (vila "Bois Couvert"), je Kantušer imel stik z naravo in hodil na dolge sprehode. V teh Fontainebleaujskih letih je skladatelj napisal številna simfonična dela: simfonična drama Sire Halewyn (1960), Simfonija št. 2 (1965), Koncertna uvertura, Koncert za violončelo in Koncert za flavto. Leta 1965 je Roger Bourdin krstno izvedel Koncert za flavto, ki so ga predvajali na televiziji (ORTF) v oddaji o skladatelju. Premiera baleta Dve sliki je bila v American Center v Parizu. V drugi polovici 60tih let se je spoprijateljil z dirigentom Jeanom-Jacquesom Wernerjem, organistom Georgesem Devalléejem in Marcom Lombardom, s katerimi je tudi imel profesionalne odnose vso svojo kariero. Godalni kvartet št. 3 je doživel prvo izvedbo, in Simfonija št. 2 ter simfonična drama Sire Halewyn sta bili krstno izvedeni. Trije samospevi za bariton in klavir so pa bili posneti za ORTF. Med počitnicami je družina redno odhajala na pot, in obiskali so razne evropske države. Poleti leta 1966 so z avtobusom potovali po ZDA, med tamkajšnjim bivanjem pa je Kantušer dobil ameriško državljanstvo. To mu je tudi omogočilo ponovni obisk domovine, saj je zdaj imel potni list. Tudi leta 1966 je prvič ena njegova skladba (Évocations za rog in klavir) bila izvedena in posneta v Sloveniji. Še v letu 1966 pa so Éditions musicales transatlantiques (EMT) izdali Simfonijo št. 2. Leta 1968 Kantušer postane pobudnik in eden od ustanovnih članov B.I.M.C. Takrat je tudi postal direktor BIMC-a in precejšen del svojega časa posvetil temu položaju na katerem je ostal več kot trideset let (BIMC danes nosi ime Knjižnica Božidar Kantušer).
Leta 1970 je Koncertna uvertura bila krstno izvedena v Nici pod taktirko Jeana-Jacquesa Wernerja, trio Musica Rara pa je v Trstu krstno izvedel Largo. Pianist tria je Leon Engelman s katerim je Kantušer začel profesionalno sodelovati, ter sklenil trajno prijateljstvo. Leta 1971 je družina Kantušer zapustila Fontainebleau in se vrnila v Pariz. Najprej so stanovali v četrti Bastille, nato Rue de Rome, nazadnje pa v Cité internationale des arts, kjer so se ustalili in kjer je par sklenil številna poznanstva. Poleg tega so v 70. letih pogosto preživljali poletja v Grožnjanu, kjer so se pridružili poletni koloniji umetnikov, ki so oživljali to istrsko mesto. Skladatelj je tukaj še posebno bil znova v stiku s svojim prijateljem Karlom Zelenkom. Koncert za violončelo izide pri založbi EFM (Éditions françaises de musique), leta 1973 pa podpiše Kantušer svojo Simfonijo št. 3. Istega leta je Georges Devallée krstno izvedel Preludij in fugo za orgle, leta 1974 mu je pa tudi bila posvečena skladba "How long …" . V letih 1974/1975, v prizadevanju za tem, da bi se odprlo več identičnih informativnih centrov, je Kantušerju uspelo odpreti BIMC center v Kamniku v sodelovanju z NUKom, zato je tudi pogosto potoval med Francijo in Slovenijo. Leta 1976 je revidiral Simfonijo št. 3 in napisal skladbo Pisma moji ženi, za klavir. Leta 1977 je slovenska glasbena založba EDSS izdala Dve sliki, Kantušer pa je podpisal Koeksistenco št. 1, ki je še istega leta bila izvedena v Opatiji. Leta 1978 je kot predpremiero cikla koncertov z naslovom "Skladatelji našega časa" organiziral v Parizu koncert komorne glasbe, v Cité des Arts (dvorana Edmond Michelet). Istega leta je Suita za tolkala bila krstno izvedena v Radencih na Festivalu komorne glasbe dvajsetega stoletja. Pod naslovom Kresna noč je ta suita leta 1979 za RTV Slovenija doživela koreografijo Majne Sevnikove. 
Leta 1980 je bila Simfonija št. 3 posneta za RTV Slovenija pod taktirko Antona Nanuta, Leon Engelman pa je zaslužen za to, da je RTV Slovenija predvajala dolgo radijsko oddajo o skladatelju. Posnetki njegovih del se pogosto predvajajo v Jugoslaviji. V Parizu je spoznal pisatelja Godfreyja Howarda (Oxon) in skladatelja Griffitha Rosea. Leta 1980 je Kantušer podpisal Godalni kvartet št. 4, ki ga je leta 1981 Zagrebški godalni kvartet prvič izvedel in ki izide na LP plošči. Leta 1981 podpiše Simfonijo št. 4 in jo revidira leta 1983. Poleg koncertnega ciklusa je BIMC center tudi organiziral razstave in predstavitve raznih glasbenih ustanov. Zakonca sta pogosto obiskovala Benetke, kjer je v Sant’ Agnese leta 1983, Esquisse za orgle doživelo  krstno izvedbo Georgesa Delvalléeja. Leta 1984 se je v Berlinu rodil vnuk Nicolas. Leta 1985 in 1986 je bil v Mariborski Operi na sporedu balet Flamska legenda, v koreografiji Vlasta Dedovića. Leta 1985 je Kantušer napisal skladbo za godala Eppur si muove, katere krstna izvedba je bila v Cankarjevem domu leta 1986. Leta 1985 je moral priznati neuspeh sodelovanja med BIMC in NUK. Kantušer je obdržal stanovanje v Kamniku, ne pa hiše v Istri. V Kamniku se pogosto druži z veterinarjem Demetrom Sadnikarjem, imel je pa tudi stalne stike z umetnostnim zgodovinarjem Juretom Mikužem, ki ga je spoznal v Parizu. Kantušer je bil povezan z založništvom Billaudot, ki je nasledilo EFM. Od leta 1986 se je osredotočal na digitalizacijo BIMC datotek. Leta 1987 je Simfonija št. 4 bila posneta v Ljubljani pod taktirko Antona Nanuta, takrat so tudi Naplavine doživele krstno izvedbo. Kantušer je leta 1988 podpisal svoj zadnji, sedmi godalni kvartet. Proti koncu tega desetletja sta se zakonca odpravila na umetniško-turistično potovanje po vsej Jugoslaviji. 
V 90. letih sta Kantušer in Grace Renzi večkrat obiskala ZDA. Dvakrat sta bila v New Yorku zaradi organizacije distribucije BIMC katalogov, ali tudi iz osebnih razlogov. Kantušer je bil član American Composers' Alliance, in tudi član francoskega Sacem-a in Sazas-a v Sloveniji. V tem desetletju je izšlo več publikacij o njem in več radijskih oddaj mu je bilo posvečenih (zlasti na kanalu France 2), tri CD-ji ki vključujejo njegova dela so pa izšli v Sloveniji. Še je organiziral koncerte v Cité des Arts, eden od katerih je leta 1992 bil posvečen skladatelju Sergiu Natri. Istega leta je Kantušer podpisal simfonično verzijo skladbe Naplavine, ki je bila posneta za RTV Slovenija leta 1993. Skladbo Sarajevo, ki je bila podpisana leta 1993, so krstno izvedli na Dunaju leta 1995. Koncert za violo, kontrabas in orkester je nastal leta 1994 in so ga leta 1996 posneli za RTV Slovenija. Leta 1996 pa je bil v Fresnesu (Ferme de Cottinville) koncert, posvečen Kantušerju ob njegovi 75-letnici. Kantušer se je zavedal, da je bilo treba povečati število prostorov knjižnice, zato je bil na Sorbonni v zvezi s tem v stiku z Danièle Pistone. Ob koncertu v čast skladatelju v Holywell Music Room na Festivalu sodobne glasbe v Oxfordu sta se zakonca leta 1997 odpravila na zadnje skupno potovanje. Leta 1998 je imel Kantušer pogovore s slovenskim ministrstvom za kulturo o odprtju BIMC centra v Sloveniji. Pogovori so bili uspešni leta 1999, ko se je Kantušer sestal z ministrom Jožefom Školčem in ko so vas Šmartno izbrali kot kraj za ustanovitev informativnega centra. Po drugi strani se pogovori z BnF (Biblitohèque Nationale de France) izkažejo za neuspešne. Božidar Kantušer je umrl 9. maj 1999 za možgansko kapjo v bolnišnici v Parizu, star 77 let.
Kantušer je pokopan na pokopališču Père-Lachaise z Grace Renzi (Kantuser), ki je umrla leta 2011. Rokopisi njegovih skladb so shranjeni v Kongresni knjižnici v Washingtonu. Opera Na Božični večer ni dokončana. Marc Lombard je izdal vseh sedem godalnih kvartetov. Grace Renzi je poskrbela za nasledstvo BIMC-a in po zaslugi Dominique Hausfater je zbirka danes dostopna v Mediateki Hector Berlioz na Pariškem glasbenem konservatoriju.